# Cololejeunea metzgeriopsis
Cololejeunea metzgeriopsis là một loài Rêu trong họ Lejeuneaceae. Loài này được (K.I. Goebel) Gradst. et al. mô tả khoa học đầu tiên năm 2006.